# Belocephalus hebardi
Belocephalus hebardi är en insektsart som beskrevs av Davis, W.T. 1912. Belocephalus hebardi ingår i släktet Belocephalus och familjen vårtbitare.

## Underarter
Arten delas in i följande underarter:
- B. h. hebardi
- B. h. proximus